# Рокка-Санто-Стефано
Рокка-Санто-Стефано (італ. Rocca Santo Stefano) — муніципалітет в Італії, у регіоні Лаціо,  метрополійне місто Рим-Столиця.
Рокка-Санто-Стефано розташована на відстані близько 45 км на схід від Рима.
Населення — 982 особи (2014).
Покровитель — святий Степан.

## Демографія
Населення за роками:

Станом на 1 січня 2023 року в муніципалітеті офіційно проживав 71 іноземець з 6 країн, серед них 59 громадян країн Євросоюзу.

## Сусідні муніципалітети
- Аффіле
- Беллегра
- Кантерано
- Джерано
- Суб'яко